# 阿南史代
阿南史代（英語：Virginia Subbs Anami，1944年—）出生于美国路易斯安那州新奥尔良市，大学主修东亚历史和亚洲地理，精通中文、日文和英文，为日本籍，日本著名佛学家、汉学家。

## 生平
1944年，阿南史代出生在美国路易斯安那州新奥尔良市，她出生前，这个大城市刚刚遭遇一场飓风的洗刷，孩提时叫“吉霓”（Ginny）。
大学时期，阿南史代主修东亚历史和亚洲地理，后来留学台湾，主修中文，他在台湾认识了自己未来的丈夫阿南惟茂。
1983年，阿南史代跟着日本驻中华人民共和国大使的丈夫阿南惟茂来到中国，并且开始研究中国佛教和古树。后重走日本佛教高僧圆仁法师的求法之路，写出多部汉学著作。

## 思想
阿南史代受到日本佛教高僧圆仁法师《入唐求法巡礼行记》的影响，重复了圆仁法师走过的求法之路，她从日本福冈，历经扬州、开封、西安、青州、蓬莱、文登，目的地日本，耗时20年完成。

## 个人生活
阿南史代的公公阿南惟幾是大日本帝国陆军大将，在第二次世界大战中担任野战军司令，1945年8月15日，大日本帝国投降的第二天，他剖腹自杀。
阿南史代的婆婆是一个日本尼姑。
阿南史代在台湾读书时认识了自己的丈夫阿南惟茂，阿南惟茂文质彬彬、谦逊有礼的绅士风度迷住了她，两人交往日益加深，最终在日本结婚，日本不允许外交官和外国人结婚，阿南史代不得不加入日本国籍。 两人育有一个儿子一个女儿，儿子是知名中國政治專家、東北大學教授阿南友亮。

## 作品
- 《树之声：北京的古树名木》，生活·读书·新知三联书店，2007年，译者曹立华，ISBN 9787108025821，304页。
- 《追寻圆仁的足迹》日文版，五洲传播出版社，2007年，ISBN 9787508511160，213页。
- 《追寻圆仁的足迹》英文版，五洲传播出版社，2007年，ISBN 9787508511177，213页。
- 《寻访北京的古迹：古树、雄石、宝水》，五洲传播出版社，2004年，ISBN 9787508503820，330页。

## 奖项
2009年11月14日，阿南史代荣获“泊客中国：中国因你而美丽”文化奖。